# 渡邊直美
渡边直美（日语：／ Watanabe Naomi；1987年10月23日—）是一名日台混血兒。是日本女性搞笑藝人、主持人、演员和歌手。曾在吉本综合艺能学院东京分校接受培训，目前隶属于吉本兴业。

## 人物簡介
在演出電視節目時，渡边直美自稱自己身高157（5.15英尺），體重107（236磅）。2008年11月14日，她在一次运动健身活动里宣布，她的体重在从4月开始的7个月内增加了13公斤。
作为美国女歌手碧昂斯的狂热粉丝，她在节目里表演了对《Crazy in Love》的模仿；随后，她在电视节目里表演了更多对碧昂斯的模仿。因此她获得了“日版碧昂斯”、“吉本碧昂斯”等昵称。
渡边直美最尊敬的搞笑艺人是冈村隆史和可乐饼。理由是“因为我们都是通过动作和面部表情帶給大家幽默的”。2016年的烦恼是关于自己的新闻報導太少了。如果段子说完了就会从螢光幕上彻底消失，这对她来说太恐怖了！目前是成为搞笑段子节目的正式演出嘉宾，后来因参演《Picaru的定理》而实现了这愿望。
由于自己不擅长清理房间，因此她的住所打掃都是外包给清洁公司的。但是据说在第一次上门服务时，清洁公司因她房间过于肮脏而索取100万日元的清洁费。
有浪费的习惯，疯狂购物常常只是因为购买欲或挥霍。虽然渡边直美已经是当红艺人，月收入已经达到几百万日元，但常常还是会在发薪水前捉襟见肘。同时由于缺乏理财规划且从不记账，存款数额常常在2万日元左右。
近年来，渡边直美在时装、美妆等时尚领域得到了很多人的支持，并且由于她在社交网站上有许多跟随者，故而获得了“Instagram女皇”的美誉。她的这种风格很大程度上影响了她的造型师大泷彩乃的影响。据说，渡边直美也对大泷彩乃的风格非常喜爱。此外，在有关化妆的内容上，富泽等化妆师也常出现在她的Instagram上。
2017年5月28日，渡边直美获得了常规汽车（AT限定）驾驶牌照。
2017年10月，由《时尚》发布的世界美妆系列影片中，渡边直美的化妆影片也在其中被公布。很快，她的这支影片在YouTube上就获得百万播放量。受到这支影片的影响，她的其他化妆影片也在一个月内突破了百万播放；同时她的化妆技巧也得到了很多人的关注。她在化妆影片中宣称她最爱使用的美妆品牌主要是雅诗兰黛、圣菲诺和日月晶采（ルナソル）。
起初大家都用“渡边”这个姓氏称呼渡边直美，后来逐渐改为“直美”；而现在，大家大多用“直美桑”称呼她了。
渡边直美在前往美国纽约留学之前曾前往医疗机构接受咨询，结果发现她对母语及外语都没有能很好地掌握，也就是被认为成“多语者”。这或许解释了她在中学时代非常不擅长学习的原因。特别是在检查项目之一的写作测试里，渡边直美的错字漏字现象非常明显，很多0岁至3岁就应该熟记的单词却没有被记住。

## 早年生活
渡边直美出生于一个四口之家。她原本宣称自己是独生女，但后来承认自己还有一个姐姐。渡边的父亲是日本人，母亲则是台湾人，而她则出生于臺北縣板橋市（现新北市板橋區）。后来，她与父母一起生活在日本，但是她父母在她很小的时候便离婚了。渡边直美跟随母亲在茨城县长大，但是经常往返于茨城县和台湾。渡边直美自小就对日本娱乐圈充满向往，但是她的日语并不很好，因为她是由她不懂日语的母亲抚养长大；即便她后来在日本出道，最初的几年里在电视节目中也显得日语表达能力有限。
渡边直美的童年过着非常贫困的生活，常常吃饭的时候是没有任何配菜的；她经常将餐廳传单放在碗旁邊，这让她在吃饭的时候有种可以吃到上面美食的感觉。尽管生活困苦，但她还是成长为一个爱说话的开朗孩子。在初中时代，渡边直美体型清瘦且心地善良，因此她很受欢迎。渡边直美是獨生女，之前傳聞的--姐姐--實際上是阿姨的女兒(她的表妹)則居住在台湾，她曾在Instagram上公开过她们姐妹的照片，並澄清誤會。
渡边直美毕业于茨城县石冈市立石冈中学校。由于她学习成绩并不理想，同时参加高中升学考试也失败了，因此渡边直美开始在家庭餐厅梦庵打工并存下了一笔存款。渡边虽然在初中时代有些害羞，但是却喜欢模仿她的好朋友们。她认为自己有喜剧天赋，因此她不顾家人的反对，离家出走前往吉本综合艺能学院学习喜剧表演。为此，她的母亲还打了电话给吉本综合艺能学院。
在与望月爱子的组合“棉花年糕（わたもち）”解散后，她又和同届的佐佐木里奈（ササキりな）组成了“新鲜酸橙（フレッシュライム）”。不过这个组合也在2007年9月因为理念不同而解散，从此渡边直美便以独立艺人的身份出道。

## 演出作品

### 電視劇
- 2014年：《愛情來的時候日本喜劇篇》 飾演 和田美子
- 2017年：《神奈小姐》 飾演 鈴木神奈（河東神奈）
- 2020年：《華麗追隨》 飾演 渡邊直美

### 電影
- 2012年，《繩氣娘子軍》飾演 藤代美香
- 2013年，《SM的逆襲》飾演 口水的女王大人
- 2018年：《Sunny 我們的青春》 飾演 梅
- 2020年：《新解釋·三國志》 飾演 貂蟬
- 2020年：《約定的夢幻島》飾演 克羅妮修女
- 2024年：《怎麼可能我家的祖先是你家的鬼》飾演 茱麗葉

### 動畫電影
- 2013年：《蠟筆小新：超級美味！B級美食大逃亡！！》（生薑的紅子）
- 2015年：《櫻桃小丸子：來自義大利的少年》（茱莉亞）
- 2020年：《大雄的新恐龍》（娜塔莉）
- 2021年：《美少女戰士Eternal》（珠兒可妮亞）
- 2022年：《電影版DEEMO 櫻色旋律—你所彈奏的琴音 至今仍在迴響—》（香香包）

## 获奖经历
- 第33届Best Jeanist（日语：ベストジーニスト）评委会选拔奖（2016年）[13]

- 时尚日本刊“2016年年度女性”（2016年）[14]

- 第59届日本唱片大奖“优秀作品奖”（2017年）[15]

## 网络节目

### 活动策划
- 凡是注册成为渡边直美YouTube频道会员，每月都被抽取100人而获得礼物[16]。

- 凡是参与渡边直美网络节目的嘉宾，如果猜中渡边直美的体重将会获得节目周边[16]。

### 节目内容
注：仅记录有嘉宾登场的节目。
|    | 播出年代 | 播出日期 | 参演嘉宾            | 体重竞猜 | 节目内容                                                                                          |
| -- | -------- | -------- | ------------------- | -------- | ------------------------------------------------------------------------------------------------- |
| 01 | 2020年   | 3月19日  | 小川暖奈 / 村润之介 | 失败     | 【PUBG网络直播】如果渡边直美被发现就即刻结束！特别节目                                            |
| 02 | 2020年   | 3月20日  | 丛林口袋            | 失败     | 【网络直播】Talk & Conte 嘉宾：丛林口袋（您的评论决定段子走向）                                   |
| 03 | 2020年   | 4月4日   | 星野源              | 失败     | 【网络直播】今晚来和我吃个迟到的晚餐吧！请自备饭菜！嘉宾星野源是也！                              |
| 04 | 2020年   | 4月10日  | 近藤春菜            | 失败     | 【网络直播】嘉宾近藤春菜参上！今晚来和我吃个迟到的晚餐吧！请自备饭菜！#尝试在家一起做吧 #StayHome |
| 05 | 2020年   | 4月25日  | Spike / 横泽夏子    | 未举行   | 【网络直播复仇战】嘉宾是Spike和横泽夏子！今晚来和我吃个迟到的晚餐吧！请自备饭菜！                 |
| 06 | 2020年   | 5月9日   | 友近                | 未举行   | 【网络直播】今夜嘉宾是友近！今晚来和我吃个迟到的晚餐吧！请自备饭菜！                              |
| 07 | 2020年   | 未定     | 未定                | 未定     | 未定                                                                                              |

### 脚注
1. ↑  读音近似碧昂斯的日语发音。
2. ↑  佐佐木里奈也曾以独立艺人身份活跃到2012年，随后便退出了娱乐圈。

### 出典
1. ↑  . 日本タレント名鑑.   [2020-05-31]. （原始内容存档于2019-09-07）.
2. ↑  高橋千文. . MyNavi.   [2020-05-31]. （原始内容存档于2019-03-27）.
3. 1 2 3  . 日经娱乐！ (日经商业出版). 2008-06, 12 (8): 7.
4. 1 2  清水美早紀. . MSN (La Farfa). 2014-11-30  [2020-05-31]. （原始内容存档于2014-12-05） （日语）.
5. ↑  真紀和泉. . Line. TechinsightJapan.   [2020-05-31]. （原始内容存档于2020-12-02）.
6. ↑  . Oricon.   [2020-05-31]. （原始内容存档于2019-09-04）.
7. ↑  . goo.ne.jp. 2018-05-20  [2020-05-31]. （原始内容存档于2019-03-24） （日语）.
8. ↑  . 时尚.   [2020-05-31]. （原始内容存档于2020-09-22）.
9. ↑  . YouTube. スズキナオミ.   [2020-05-31]. （原始内容存档于2021-03-22）.
10. ↑  . Numero.   [2020-05-31]. （原始内容存档于2021-04-18）.
11. ↑  . 体育日本.   [2020-05-31]. （原始内容存档于2021-01-11）.
12. ↑  . J-CAST.   [2020-05-31]. （原始内容存档于2020-12-13）.
13. ↑  . Oricon.   [2020-05-31]. （原始内容存档于2021-01-14）.
14. ↑  . Oricon.   [2020-05-31]. （原始内容存档于2019-06-23）.
15. ↑  . 明报.   [2020-05-31].
16. 1 2  渡边直美. . YouTube. Naomi Club.   [2020-05-31].